# Władysław Klimek (pedagog)
Władysław Edward Klimek (ur. 17 grudnia 1927 w Bakanowie k. Baranowicz; zm. 20 stycznia 2000 w Gorzowie Wielkopolskim) – polski pedagog, naukowiec, działacz Klubu Inteligencji Katolickiej i NSZZ „Solidarności”.

## Życiorys
Po ukończeniu Liceum w Skwierzynie studiował w latach 1949–1952 matematykę na Uniwersytecie im. Adama Mickiewicza w Poznaniu, gdzie poznał przyszłą żonę Teresę. W latach 1952–1962 był nauczycielem w Technikum Chemicznym, zaś od roku 1963 matematyki i fizyki w Zasadniczej Szkole Włókienniczej w Gorzowie Wielkopolskim. Od 1966 do 1970 był pracownikiem gorzowskich Zakładów Włókien Sztucznych Stilon. Początkowo objął stanowisko starszego inżyniera, potem został kierownikiem zorganizowanej przez siebie Pracowni Fizyko-Chemicznej. Uzyskał świadectwo autorskie patentu nr. 45300 Sposób wytwarzania włókien polikaproamidowych uodpornionych na działanie promieniowania jonizującego, wystawione w 1972 przez Urząd Patentowy PRL.
W okresie 1971/73 nauczał w Technikum Mechanicznym oraz od 1974 do 1978 w Zespole Szkół Ekonomicznych. W latach 1978–1982 był pracownikiem gorzowskiej Biblioteki Pedagogicznej. Od 1958 był długoletnim członkiem Polskiego Związku Esperantystów. 
W latach od 1962 do 1981 był członkiem Stronnictwa Demokratycznego, w okresie 1965–1969 członkiem Komisji Oświaty Miejskiej Rady Narodowej w Gorzowie Wielkopolskim.
W 1976 roku został członkiem Klubu Inteligencji Katolickiej, zaś od 1983 do 1998 był (z wyjątkiem jednej kadencji) jego prezesem. Od września 1980 działacz „Solidarności”, współzałożyciel „Solidarności” przy Kuratorium Oświaty, działacz Sekcji Oświaty i Wychowania w Regionie Gorzowskim, współpracownik Sowy (wydawnictwo Sekcji Oświaty i Wychowania) oraz redakcji „Solidarności Gorzowskiej”. Od 15 do 24 grudnia 1981 był internowany w Ośrodku Odosobnienia w Wawrowie. Od 1990 do 1994 był radnym Gorzowa Wielkopolskiego.

## Odznaczenia
- 1982: Zasłużony Działacz Kultury
- 1985: Krzyż Kawalerski Orderu Odrodzenia Polski
- 1988: Order Świętego Sylwestra